# فرانک اوهاندزا
فرانک اوهاندزا زوا (فرانسوی: Franck Ohandza Zoa‎؛ زادهٔ ۲۸ سپتامبر ۱۹۹۱) بازیکن فوتبال اهل کامرون است که در پست مهاجم برای باشگاه فوتبال هنان جیانیه در لیگ چین بازی می‌کند.
از دیگر باشگاه‌هایی که در آن بازی کرده‌است می‌توان به بوریرام یونایتد، گروتر فورث، هایدوک اسپلیت و شنژن اشاره کرد.